# Ольсен, Роберто
Робе́рто Ка́рлос О́льсен Альва́радо (исп. Roberto Carlos Holsen Alvarado; род. 10 августа 1976, Кальяо, Перу) — перуанский футболист. Выступал на позиции нападающего.

## Клубная карьера
Во взрослом футболе дебютировал в 1995 году в 19 лет выступлениями за команду «Альянса Лима». Также выступал за футбольные клубы «Депортиво Мунисипаль», «Белья Эсперанса», «Спортинг Кристал», «Сьенсиано», «Альянса Атлетико», «Аль-Шабаб» (Эр-Рияд), «Университарио», «Универсидад Сесар Вальехо», «Спорт Анкаш», «Тоталь Чалако», «Хуан Аурич».

## Выступления за сборную
В 22 года был вызван в Сборную Перу по футболу, в которой играл с 1999 по 2003 годы. Принимал участие в составе сборной в Кубке Америки 1999 и 2001 годах и в 2000 году в кубке КОНКАКАФ.